# Bible Black (singolo)
Bible Black (Bibbia Nera) è una canzone della band heavy metal Heaven & Hell. È stato pubblicato come singolo nel 2009 ed inclusa nel loro album The Devil You Know.
È stato inoltre pubblicato anche un videoclip interamente animato, che comprende la band per brevi tratti e solamente di ombra per giunta.

## Videoclip
Il protagonista del video è un piccolo angelo,che non si trova inserito nel Paradiso, e per caso trova un libro rilegato in pelle nera, sulla cui copertina vi è la figura di un demone:la Bibbia Nera (Bible Black). Non appena la apre viene spedito all'Inferno,dove perde le ali e passa da Bianco a Nero.
All'Inferno si trova sotto una grande torre,e,spinto dai demoni, rappresentati dalle figure dei Heaven & Hell stessi, inizia a scalarla.
Arrivato finalmente in cima, innalza il libro verso lo spiraglio per il Paradiso in cielo, e inizia a fluttuare verso quello,ma quasi arrivato, il varco si chiude, e il piccolo angelo, rimasto a mezz'aria,si trasforma in un diavolo,lo stesso sulla copertina del libro, e viene acclamato dai demoni della torre, dalle anime dannate e dalle gigantesche figure degli Heaven & Hell.

## Tracce
1. Bible Black
2. Neon Knight (live from Radio City Music Hall)

## Formazione
- Ronnie James Dio - voce
- Tony Iommi - chitarra
- Geezer Butler - basso
- Vinny Appice - batteria